# Vörösarcú mézevő
A vörösarcú mézevő (Myzomela eichhorni) a madarak osztályának verébalakúak (Passeriformes) rendjébe és a mézevőfélék (Meliphagidae) családjába tartozó faj.
A magyar név forrással nincs megerősítve.

## Előfordulása
A Salamon-szigetek területén honos.

## Alfajai
- Myzomela eichhorni atrata Hartert, 1908
- Myzomela eichhorni eichhorni Rothschild & Hartert, 1901
- Myzomela eichhorni ganongae Mayr, 1932

## Külső hivatkozások
- Képek az interneten a fajról
- Internet Bird Collection - videók a fajról
- Xeno-canto.org - a faj hangja[halott link]